# Bhadrapur, Shiggaon
Bhadrapur là một làng thuộc tehsil Shiggaon, huyện Haveri, bang Karnataka, Ấn Độ.